# لي لي (شاعر)
لي لي (بالصينية: 李笠) هو مترجم وشاعر صيني، ولد في 20 يناير 1961 في شانغهاي في الصين.